# کومیتاس آغتسه‌تسی
کومیتاس یکم آغتسه‌تسی (ارمنی: Կոմիտաս Ա Աղցեցի؛ انگلیسی: Komitas Aghtsetsi درگذشته ۶۲۸ میلادی) اسقف کلیسای ارمنی در منطقه تارون بین سال‌های ۶۱۵ تا ۶۲۸ میلادی بود. وی همچنین موسیقی‌دان و شاعر نیز بوده‌است.

## نگارخانه

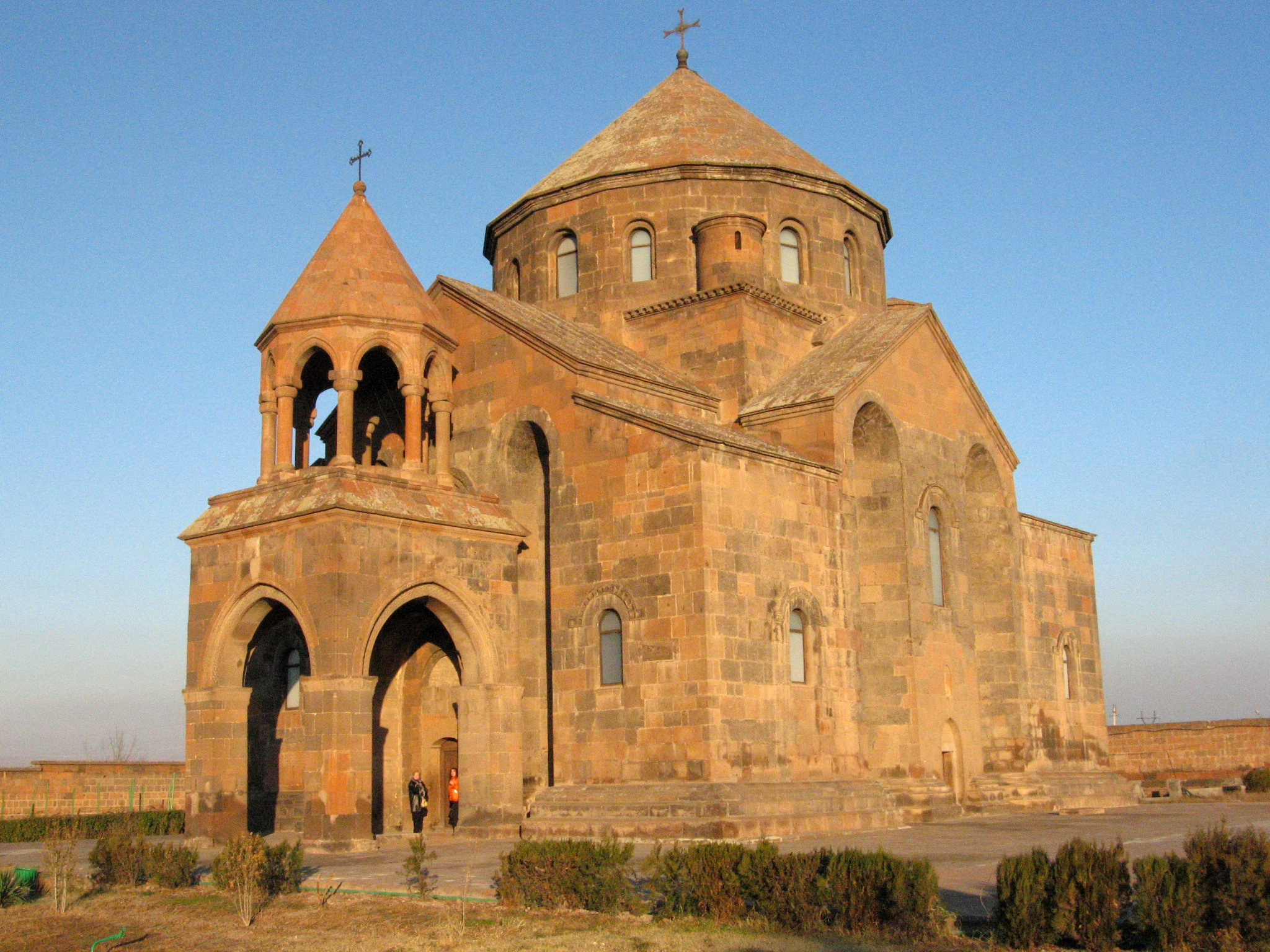
کلیسای هریپسیمه مقدس، ۶۱۸ میلادی